# Antonio Valentín Angelillo
Antonio Valentín Angelillo pronúncia italiana: [andʒeˈlillo]; (Buenos Aires, 5 de setembro de 1937 – Siena, 5 de janeiro de 2018) foi um futebolista ítalo-argentino que jogava como meia-atacante e jogou a maior parte de sua carreira profissional na Serie A, ele foi membro tanto da seleção argentina quanto da seleção italiana.

## Carreira
Nascido em Buenos Aires, Angelillo começou a jogar profissionalmente no Arsenal de Llavallol em 1952. Em 1955 ele jogou no Racing Club e se mudou para o Boca Juniors em 1956.
Em 1957, Angelillo foi contratado pela Inter de Milão pelo então presidente do clube, Angelo Moratti; Ele fez sua estreia na Série A em 8 de setembro de 1957, em um empate em 0-0 em casa contra o Torino, ele marcou 16 gols em sua primeira temporada.
De 1957 a 1961, ele jogou 127 jogos com os Nerazzurri, marcando 77 gols. Na Serie A, ele apareceu em 113 partidas e marcou 68 gols pelo Internazionale, também atuando como capitão da equipe.
Ao chegarem à Itália, Angelillo e seus compatriotas Omar Sívori e Humberto Maschio adquiriram o apelido de Os anjos com caras sujas (uma referência irônica ao célebre filme Angels with Dirty Faces), devido à sua cor tipicamente sul-americana. Eles também eram conhecidos como O Trio da Morte por causa de sua eficiência em marcar gols.

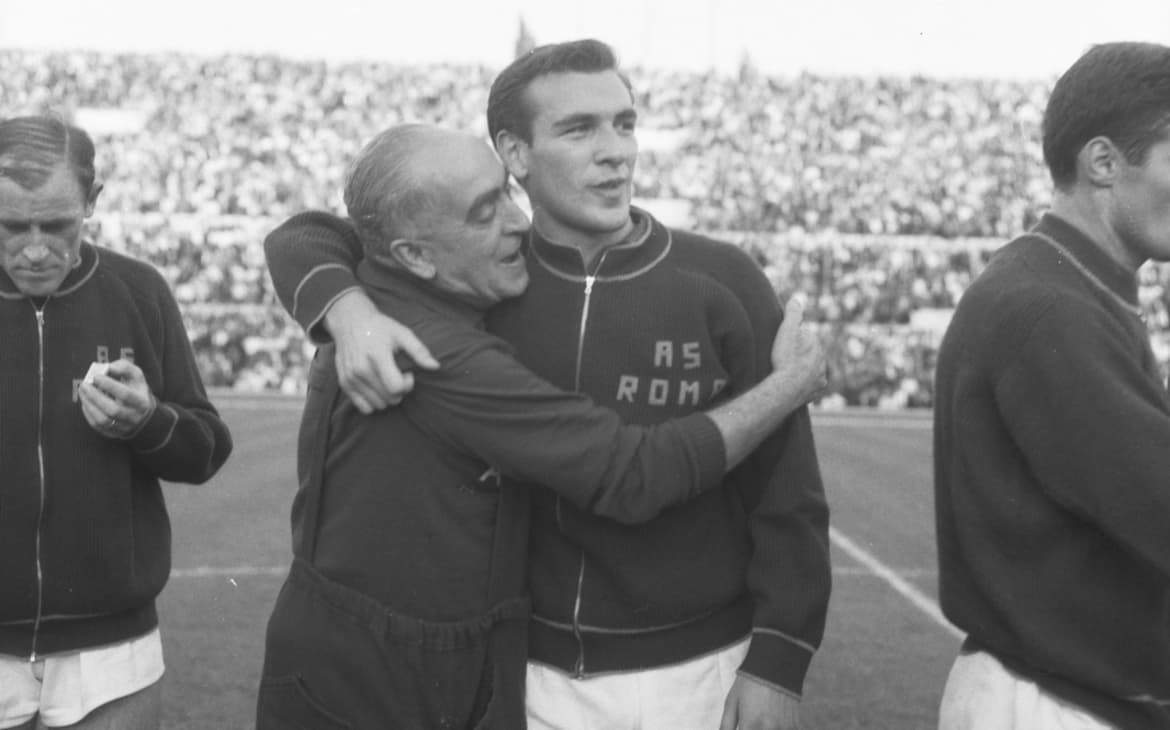
Angelillo com a Roma no início da década de 1960

Durante a temporada de 1958-59 da Série A, Angelillo marcou 33 gols em 33 jogos, terminando a temporada como o artilheiro do torneio. Seu total de gols foi o maior desde que Gunnar Nordahl marcou 34 gols na temporada de 1950-51, esse é ainda o recorde de gols em uma única temporada de 18 equipes; Nenhum jogador marcou tantos gols em uma única temporada da Série A até Gonzalo Higuaín terminar a temporada 2015-16 da Serie A com 36 gols - até então, o único jogador desde que Angelillo quebrou a barreira de 30 gols foi Luca Toni, que marcou 31 gols durante a temporada 2005-2006 da Serie A.
Com 38 gols pela Inter em todas as competições na temporada 1950-51, Angelillo detém o recorde do clube para mais gols em uma única temporada, ao lado de Giuseppe Meazza.
Embora Angelillo fosse o maior artilheiro do Internazionale enquanto jogava lá, ele não ganhou nenhum título com os nerazzurri. Quando o clube nomeou Helenio Herrera como o novo técnico da equipe, a natureza independente de Angelillo, o caráter rebelde e o estilo de vida fora do campo levaram a vários desentendimentos entre os dois; Como resultado, Angelillo foi vendido para a Roma durante a temporada 1961–1962, por 270 milhões de liras, apesar das ofertas de seu antigo clube, o Boca Juniors.
De 1961 a 1965, Angelillo jogou 106 jogos com a Roma na Série A, marcando 27 vezes, conquistando a Taça das Cidades com Feiras de 1960–61 e a Copa da Itália de 1963–64 com o clube.
Ele então passou uma temporada no Milan, marcando um gol em 11 jogos.
No ano seguinte, ele assinou com o Lecco, jogando 12 partidas e marcando um gol, com a equipe sendo rebaixada para a Serie B no final da temporada.
Querendo retornar ao futebol da primeira divisão, ele teve uma negociação com o Napoli, antes de concordar em voltar ao Milan como reserva; ele fez apenas 3 jogos, marcando um gol, vencendo o título da Série A de 1967–68 com o clube, embora não tenha jogado na vitoriosa campanha da Taça dos Clubes Vencedores de Taças de 1967–68.
A fim de ganhar tempo de jogo, ele se transfereiu para o Genoa na Série B, onde fez 22 jogos, marcando 5 gols.
Seu próximo e último time foi o Angelana, que o contratou em 1969 para ser jogador-treinador, antes de se aposentar do futebol profissional em 1971.

## Carreira internacional
Em torneios oficiais, Angelillo jogou 11 partidas e marcou 11 gols pela Seleção Argentina. Durante o Campeonato Sul-Americano de 1957, que a Argentina venceu, Angelillo foi o segundo maior artilheiro do torneio, com oito gols em seis partidas, marcando em todas as partidas.
Após o torneio, ele e dois outros jogadores argentinos (Omar Sívori e Humberto Maschio) foram comprados por diferentes clubes italianos e, como resultado, o trio foi proibido de Desastre da Suécia (1958)jogar pela seleção argentina pela Federação Argentina de Futebol, e perderam a Copa do Mundo de 1958 na Suécia; a Argentina foi eliminada na primeira rodada da competição.
Depois de se mudar para a Itália e adquirir a cidadania italiana através de seu avô, Angelillo jogou pela Seleção Italiana, fazendo sua estreia em 2 a 1 contra a Áustria em 10 de dezembro de 1960. Ele foi deixado de fora da equipe italiana que disputou a Copa do Mundo de 1966 no Chile; no total, ele fez dois jogos pela Seleção Italiana entre 1960 e 1962, marcando 1 gol, que veio em sua segunda e último jogo – uma vitória por 6-0 sobre Israel, em Turim, em 4 de novembro de 1961.

## Estilo de Jogo

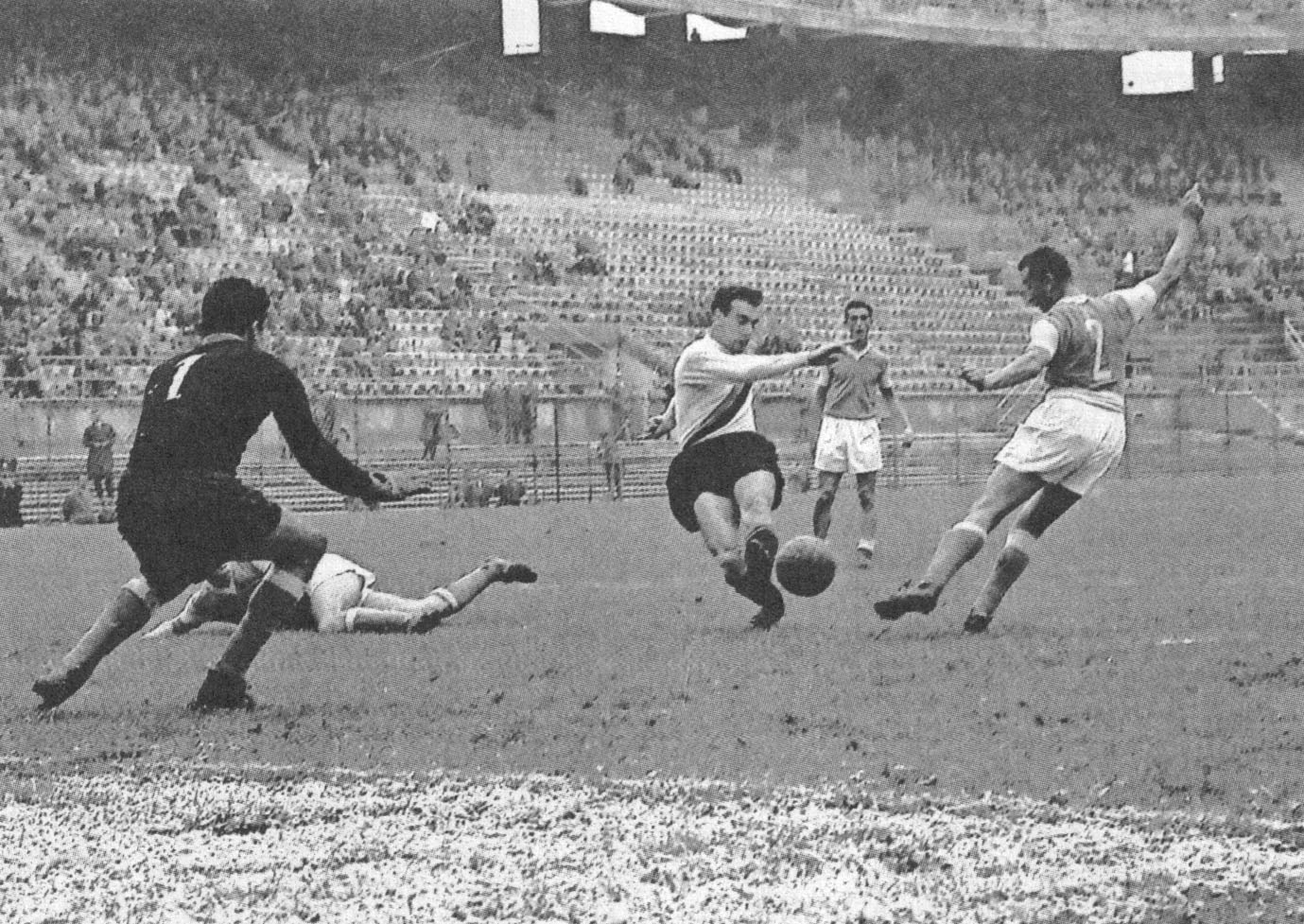
Angelillo (centro), jogando pela Inter de Milão no San Siro.

Um atacante rápido, talentoso e prolífico, com boa movimentação e técnica, Angelillo é reconhecido principalmente pela sua capacidade de marcar gols, embora não fosse um atacante que se limitava a atuar na grande área; ele também era conhecido por seu trabalho defensivo, bem como por sua capacidade de orquestrar jogadas de ataque e fornecer assistências para seus companheiros de equipe. Devido às suas muitas habilidades, ele era capaz de jogar em várias outras posições, tanto no ataque quanto no meio-campo, e ao longo de sua carreira ele jogou como segundo atacante, como um ponta e até mesmo como volante.

## Carreira de Treinador
Depois de se aposentar, Angelillo permaneceu na Itália, onde se tornou treinador, administrando vários clubes das divisões inferiores. Seu trabalho mais notável veio no comando do Arezzo, que ele levou para o título da Copa Italia da Série C e do título da Série C1.
Angelillo também trabalhou como olheiro na América do Sul pela Inter de Milão e, segundo consta, descobriu Javier Zanetti, que mais tarde viria a capitão do clube e se tornaria recordista do Inter em jogos; Mais tarde, ele continuou a viver em Arezzo.

## Vida Pessoal
Angelillo era casado com Bianca e teve dois filhos. Antes de seu casamento, enquanto jogava pela Inter durante a temporada 1960–61, ele teve um caso muito divulgado com a dançarina Ilya Lopez – que ele conheceu em uma boate.
Angelillo morreu em 5 de janeiro de 2018 em um hospital na cidade de Siena com 80 anos.

## Títulos

### Como jogador
Roma
- Taça das Cidades com Feiras: 1960–61
- Coppa Italia: 1963–64

Milan
- Serie A: 1967–68

Seleção Argentina
- Copa América: 1957

### Como treinador
Angelana
- Prima Categoria: 1970-71

Arezzo
- Coppa Italia Serie C: 1980–81
- Serie C1: 1981–82 (Girone B)

### Artilharias
- Serie A de 1958–59 (33 gols)